# Pelagia Wapińska
Pelagia Wapińska z Onyszkiewiczów (ur. 15 stycznia 1715 w Jarosławiu, zm. 30 października 1768 tamże) – mieszczka, żona burmistrza Jarosławia, Eliasza Wapińskiego. Fundatorka (wraz z mężem) cerkwi Przemienienia Pańskiego

## Życiorys
Urodziła się 15 stycznia 1715 roku w Jarosławiu jako córka jednej z zamożniejszych ruskich rodzin mieszczańskich. Była siostrą Anastazji Barłowej i Aleksandra Onyszkiewicza oraz Hilariona Onyszkiewicza (brat lub bratanek). Figurowała na pierwszym miejscu wśród sióstr bractwa Przemienienia Pańskiego. W  1750 roku wpisała  się wraz z mężem do bractwa św. Onufrego. Zmarła 30 października 1768 roku w Jarosławiu. Pochowana  została  w podziemiach cerkwi Przemienienia Pańskiego.

## Literatura
- B. Prach, Myłoserdia Dweri – Sanktuarium Maryjne w Jarosławiu, Warszawa 1996.